# Övre Lomsjön
Övre Lomsjön är en sjö i Ljusdals kommun i Hälsingland och ingår i Ljusnans huvudavrinningsområde. Sjön är 13,6 meter djup, har en yta på 1,03 kvadratkilometer och befinner sig 237,2 meter över havet. Sjön avvattnas av vattendraget Loån (Hyttån).

## Delavrinningsområde
Övre Lomsjön ingår i det delavrinningsområde (683362-147065) som SMHI kallar för Utloppet av Övre Lomsjön. Medelhöjden är 301 meter över havet och ytan är 14,28 kvadratkilometer. Räknas de 50 avrinningsområdena uppströms in blir den ackumulerade arean 368,67 kvadratkilometer. Loån (Hyttån) som avvattnar avrinningsområdet har biflödesordning 3, vilket innebär att vattnet flödar genom totalt 3 vattendrag innan det når havet efter 162 kilometer. Avrinningsområdet består mestadels av skog (78 procent). Avrinningsområdet har 1,03 kvadratkilometer vattenytor vilket ger det en sjöprocent på 7,2 procent.